# نونا پرس
نونا پرس (اسپانیایی: Nona Pérez‎؛ زادهٔ ۱۰ آوریل ۲۰۰۳) بازیکن زن واترپلو اهل اسپانیا است.
وی در مسابقات کشوری و بین‌المللی در مجموع برندهٔ ۱ مدال طلا شده است.